# Fort de Santa-Cruz (Horta)
Pour les articles homonymes, voir Fort de Santa Cruz.

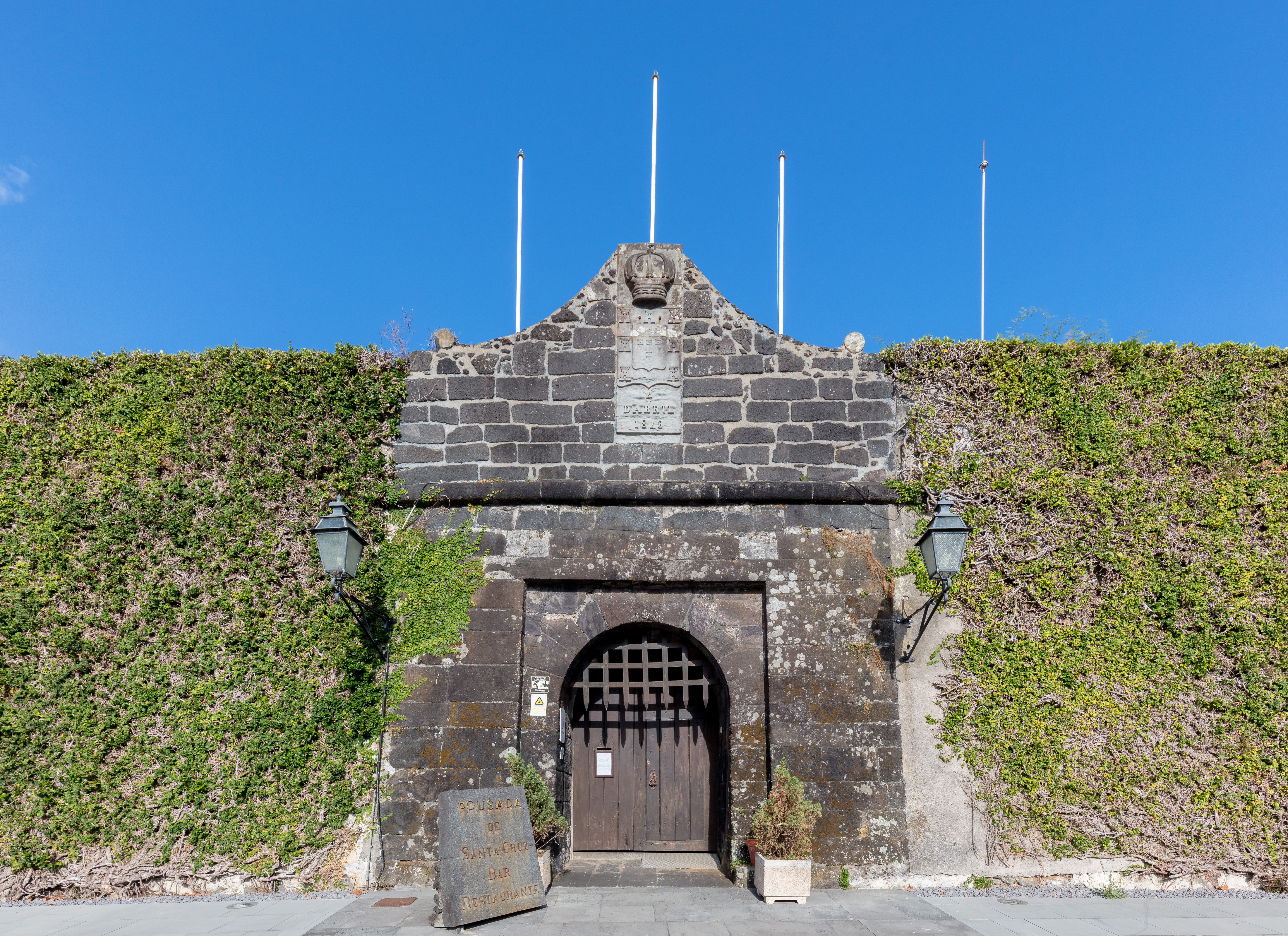
Muraille du Fort de Santa-Cruz.

Le Fort de Santa-Cruz ou Sainte-Croix a été érigé en 1567 dans la ville Horta sur l'île de Faial de l'archipel des Açores par les Portugais. Ce fort a été un lieu de combats sanglants qui a vu plusieurs nations s'y affronter. Il se situe sur le front de mer entre le vieux port et la marina. Sa situation y est exceptionnelle et en faisait un point stratégique de défense contre les attaques maritimes.

## Histoire
À l'origine, ce fort était conçu pour protéger les habitants de Faial contre les incursions des pirates maures. Les Espagnols l'occupèrent en 1583, lors de leur conquête de l'archipel. Lors de cette bataille, les Portugais, aidés de quelques centaines de Français, ne purent tenir tête à l'offensive espagnole et durent se rendre.
C'est en 1597 que Sir Walter Raleigh attaqua le fort sans le consentement de son commandant le général d'Essex. La légende veut que les deux hommes étaient prêts à s'affronter en duel. Malgré cela, la ville fut mise à sac par les Britanniques.
Après 1640, le fort commença inexorablement à tomber en ruine ; le capitaine Cook en a fait une description peu élogieuse lorsqu'il aborda l'île en 1775.
Autre fait important concernant ce fort, en novembre 1825, les forces royalistes fidèles au roi Dom Pedro IV débarquèrent de nuit et prirent le fort. Ils furent capturés au petit matin.
La fin de l'épisode se conclut en 1833 lorsque les Constitutionnalistes ont obtenu l'abdication du roi Michel Ier de Portugal dit l'usurpateur.
De nos jours, cet édifice sert d'hôtel de luxe depuis 2004.